# Cabiria
Cabiria – klasyczny film epoki kina niemego wyreżyserowany przez Włocha Giovanniego Pastronego w 1914 roku. Jest luźno oparty na powieści Gustawa Flauberta Salambo.

## Fabuła
Akcja filmu ma miejsce w III w. p.n.e. Podczas wybuchu Etny piraci kartagińscy porywają kilkuletnią córkę rzymskiego patrycjusza – Cabirię, wraz z jej piastunką Croessą. Zostaje sprzedana w Kartaginie na targu niewolników kapłanowi ze świątyni Molocha, który chce ją poświęcić w ofierze bóstwu. Piastunka zawiadamia o tym przypadkowo spotkanego rzymskiego patrycjusza Fulwiusza Axilla, który wraz ze swoim niewolnikiem – olbrzymem Maciste przebywa w Kartaginie dla przeprowadzenia wywiadu. Maciste porywa Cabirię ze świątyni i oddaje ją na wychowanie kartagińskiej księżniczce Sofonisbie, zaręczonej z królem Numidii Massinnissą. W tym czasie Hannibal rozpoczyna wojnę z Rzymem i Fulwiusz wraca do kraju. Maciste zostaje pojmany przez Kartagińczyków i przykuty do wielkich żarn młyńskich. Podczas wojny, Axilla bierze udział w oblężeniu Syrakuz i przypadkowo spotkanym rodzicom Cabirii mówi o cudownym ocaleniu ich dziecka. Mija dziesięć lat. Axilla znowu przebywa jako rzymski zwiadowca w Kartaginie. Udaje mu się uwolnić Maciste, a potem Cabirię. Po wielu perypetiach Axilla i Cabiria, na skutek zwycięstwa Scypiona Afrykańskiego i klęski Kartaginy mogą wrócić do ojczyzny.

## Produkcja
Autorem scenariusza oraz projektów plakatów był włoski poeta, dramaturg i bohater wojenny Gabriele D’Annunzio. W filmie zostały zastosowane pomysłowe rozwiązania kinematograficzne dotyczące czasu. Cabiria wywarła duży wpływ na film Narodziny narodu wyreżyserowany przez Davida Warka Griffitha. W filmie tym pojawiła się także po raz pierwszy postać fikcyjnego włoskiego superbohatera Maciste, który do roku 1966 pojawił się na włoskich ekranach ponad czterdzieści razy.
W 1932 r. reżyser Gennaro Dini opracował dźwiękową wersję filmu, z muzyką Jules’a Mazelliera.
27 maja 2006 roku na Festiwalu Filmowym w Cannes wyświetlono wznowioną wersję filmu.

## Obsada
- Teresa Marangoni – Croessa
- Umberto Mozzato – Fulvio Axilla
- Bartolomeo Pagano – Maciste
- Raffaele Di Napoli – Bodastoret
- Lydia Quaranta – Cabiria
- Italia Almirante Manzini – Sofonisba
- Dante Testa – Karthalo